# Le Fraysse
Le Fraysse é uma comuna francesa na região administrativa da Occitânia, no departamento de Tarn. Estende-se por uma área de 29.63 km², e possui 401 habitantes, segundo o censo de 2018, com uma densidade de 14 hab/km².